# 南渌江
南渌江，又称甘旺分洪道，中段又称南木河，位于中国广西壮族自治区桂平市北部，是西江黔江段的分洪水道，沟通黔浔两江，西起黔江大藤峡出口南木镇弩滩村，东北经南木镇治、金田镇武靖村，至江口镇三合水与大湟江汇流，向东汇入浔江。在黔江洪水期，大藤峡水位高于32米（珠江基面）时，有部分黔江水会经南渌江分流至浔江。1994年最大分洪流量3770立方米每秒，占大湟江总流量的99%。平水期，“南渌江水两头流”，自南木镇金龙村龙屈屯起流向朝西，汇入黔江；中段南木河，河水持平，南木镇屈甲村（旧属思宜乡）起流向东南，经金田镇武靖村横岭屯左纳紫荆河后转东南流，至南木镇珠盏村又折向东北流，于江口镇三合水汇入大湟江。